# Vanguard Group
Vanguard Group je americká akciová společnost pro správu investic, která v dubnu 2023 spravuje aktiva ve výši 7,7 bilionů USD. Patří mezi největší společnosti na světě v oblasti správy investic. Společnost spravuje zejména podílové fondy a ETF.
Společnost byla založena v roce 1975 a je pojmenována po bitevní lodi britského královského námořnictva HMS Vanguard, která byla uvedena do provozu v roce 1787. Zakladatelem společnosti byl americký byznysmen, investor a filantrop John C. Bogle, který společnosti předsedal do roku 1999 a je považován za tvůrce prvního indexového fondu, který je k dispozici pro individuální investory. John C. Bogle také prosazoval a sehrál významnou roli ve vytvoření možností levného investování pro jednotlivce.
Vanguard v roce 2021 spravuje 209 fondů ve Spojených státech a 232 fondů na trzích mimo Spojených států přičemž počet investorů přesáhl 30 milionů v asi 170 zemích.